# Bert Oldfield
Pour les articles homonymes, voir Oldfield.
William Albert Stanley Oldfield (né le 9 septembre 1894 à Sydney, décédé dans la même ville le 10 août 1976), communément appelé Bert Oldfield, était un joueur de cricket australien. Il a disputé son premier test avec l'équipe d'Australie en 1920 en tant que gardien de guichet, un poste qu'il occupa de longues années et pour lequel il était l'un des meilleurs de son époque. Il ne manqua qu'un seul test entre 1924 et 1925, à la suite de sa fracture de la mâchoire à cause d'une balle lancée par Harold Larwood lors des Ashes de 1932-33.

## Carrière
Après avoir combattu en Europe lors de la Première Guerre mondiale, Bert Oldfield fait ses débuts en first-class cricket avec l'équipe de Nouvelle-Galles du Sud lors de la saison 1919-1920. Dès la saison suivante, il joue son premier test avec l'équipe d'Australie, contre l'Angleterre. Il n'est sélectionné régulièrement qu'à partir des Ashes de 1924-1925. Lors du troisième match de la série, il effectue un catch décisif alors que les Anglais sont à 12 runs runs de la victoire. Puis, lors du quatrième, il fait montre de sa rapidité d'exécution en réalisant quatre stumpings lors du premier innings anglais, éliminant notamment Jack Hobbs. Enfin, lors du cinquième match de la série, il réalise quatre stumpings, tous à la suite de balles lancées par un nouveau venu sur la scène internationale, Clarrie Grimmett.

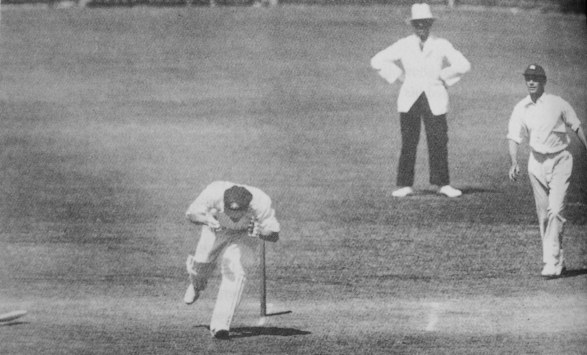
Oldfield, la machoîre brisée lors des Ashes de 1932-33.

Il conserve sa place en sélection en continu lors des séries des Ashes suivantes. En 1930, il est un des éléments clé de la reconquête du trophée, perdu en 1926 dans une série dominée par le talent de Donald Bradman.
En 1932-33, l'Angleterre de Douglas Jardine utilise une tactique dangereuse pour les batteurs adverses : Bodyline. Dans la série la plus controversée de l'histoire du cricket, Oldfield a la mâchoire fracturée sur une balle lancée par Harold Larwood lors du troisième test, un événement qui, entre autres, provoquera la colère du public australien. Oldfield reconnaîtra pourtant que c'est lui qui était responsable de sa blessure. Lorsque plus tard Larwood émigrera en Australie, ils deviendront même des amis très proches. Le quatrième test de la série est le premier qu'il manque depuis 1924.
Oldfield participe à la victoire lors des Ashes de 1934 et dispute son dernier test en 1937.

## Équipes
- Nouvelle-Galles du Sud (1919 - 1938)

## Sélections
- 54 sélections en Test cricket (1920 - 1937)

## Récompenses individuelles
- Un des cinq Wisden Cricketers of the Year de l'année 1927.

## Records et performances
- Record du nombre de stumpings en Test cricket (52)